# 충청남도 (일제강점기)

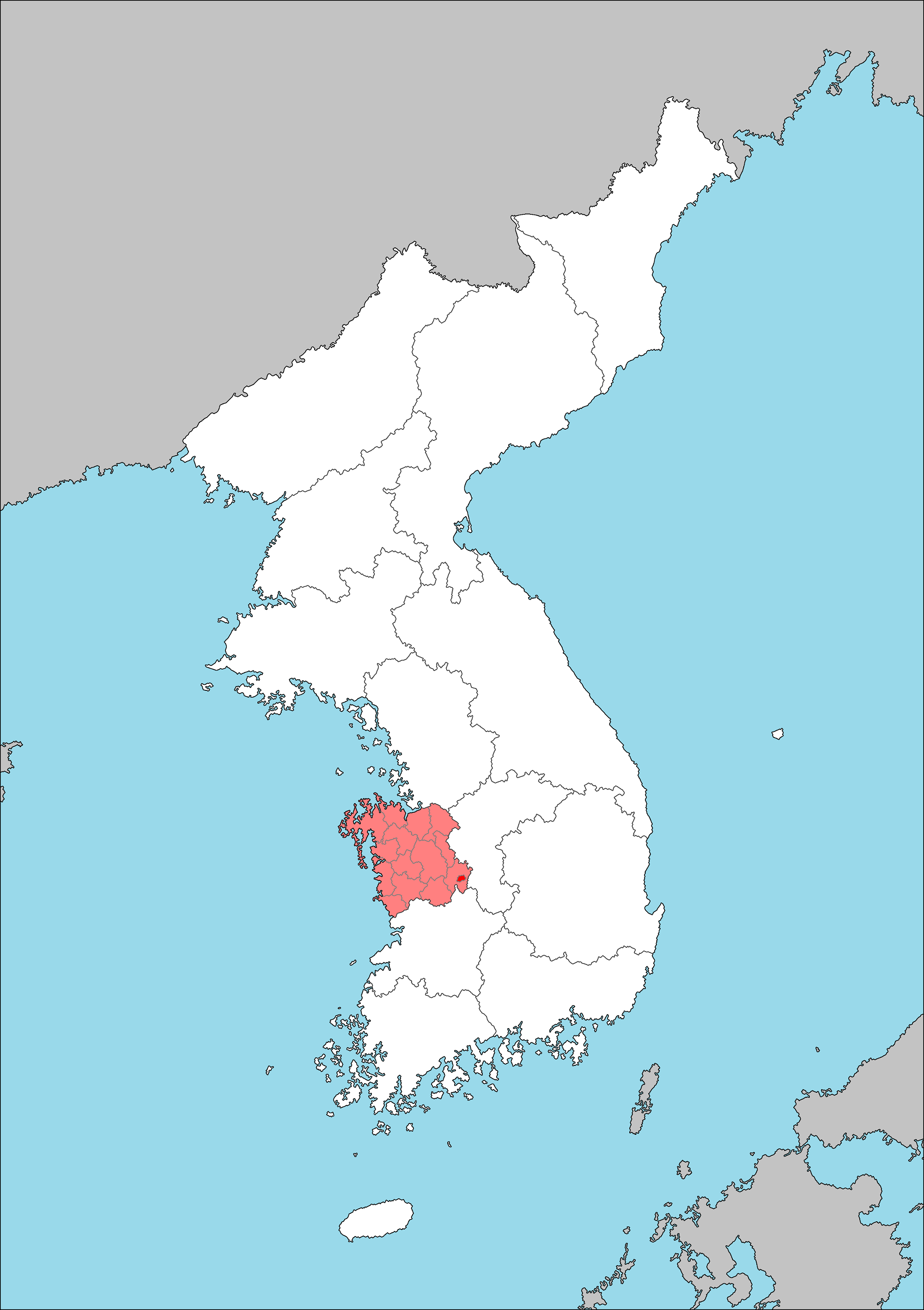
1945년의 충청남도.

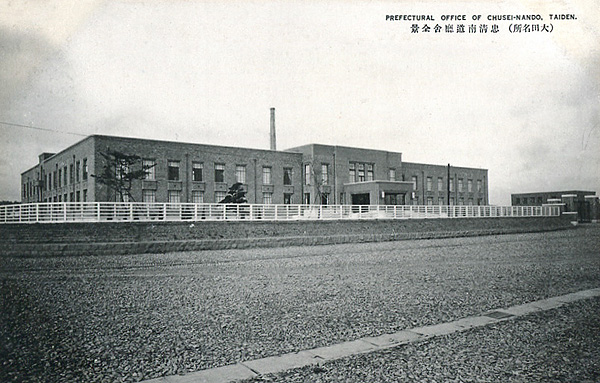
일제강점기 시대의 충청남도청 청사

충청남도(忠淸南道, 일본어: 忠清南道, ちゅうせいなんどう 주세이난도[*])는 일제강점기였던 1910년부터 1945년까지 존재했던 행정 구역 가운데 하나로 도청 소재지는 대전부이며 면적은 8,106.44km2(1940년 당시 기준), 인구는 1,675,479명(1944년 당시 기준), 인구 밀도는 206.7명/km2이다. 현재의 대한민국의 대전광역시의 전체 지역, 세종특별자치시와 충청남도의 대부분 지역에 걸쳐 있었으며 1개 부, 14개 군을 관할했다.

## 인구
| 연도   | 인구        | 인구 그래프 | 비고 |
| ------ | ----------- | ----------- | ---- |
| 1925년 | 1,282,038명 |             |      |
| 1930년 | 1,382,888명 |             |      |
| 1935년 | 1,526,825명 |             |      |
| 1940년 | 1,575,945명 |             |      |
| 1944년 | 1,675,479명 |             |      |

1944년(쇼와 19년)에 실시된 인구 조사에서는 다음과 같은 인구가 분포했다.
- 전체 인구: 1,675,479명
  - 일본인: 25,829명
  - 조선인: 1,648,741명
  - 그 외의 민족: 909명

## 행정 구역
행정 구역은 1945년(쇼와 20년) 당시를 기준으로 한다.

### 부
- 대전부 (大田府, 다이덴부)

### 군
- 대덕군 (大德郡, 다이토쿠군)
  - 회덕면(懷德面), 산내면(山內面), 동면(東面), 북면(北面), 구즉면(九則面), 탄동면(炭洞面), 유성면(儒城面), 진잠면(鎭岑面), 기성면(杞城面), 유천면(柳川面)
- 연기군 (燕岐郡, 엔키군)
  - 조치원읍(鳥致院邑), 동면(東面), 서면(西面), 남면(南面), 금남면(錦南面), 전의면(全義面), 전동면(全東面)
- 공주군 (公州郡, 고슈군)
  - 공주읍(公州邑), 이인면(梨仁面), 탄천면(灘川面), 계룡면(雞龍面), 반포면(反浦面), 장기면(長岐面), 의당면(儀堂面), 정안면(正安面), 우성면(牛城面), 사곡면(寺谷面), 신풍면(新豊面), 유구면(維鳩面)
- 논산군 (論山郡, 론산군)
  - 논산읍(論山邑), 강경읍(江景邑), 성동면(城東面), 광석면(光石面), 노성면(魯城面), 상월면(上月面), 부적면(夫赤面), 연산면(漣山面), 두마면(豆磨面), 벌곡면(伐谷面), 양촌면(陽村面), 가야곡면(可也谷面), 구자곡면(九子谷面), 은진면(恩津面), 채운면(彩雲面)
- 부여군 (扶餘郡, 후요군)
  - 부여면(扶餘面), 규암면(窺岩面), 은산면(恩山面), 외산면(外山面), 내산면(內山面), 구룡면(九龍面), 홍산면(鴻山面), 옥산면(玉山面), 남면(南面), 충화면(忠化面), 양화면(良化面), 임천면(林川面), 장암면(場岩面), 세도면(世道面), 석성면(石城面), 초촌면(草村面)
- 서천군 (舒川郡, 조센군)
  - 장항읍(長項邑), 서천면(舒川面), 마서면(馬西面), 화양면(華陽面), 기산면(麒山面), 한산면(韓山面), 마산면(馬山面), 시초면(時草面), 문산면(文山面), 동면(東面), 종천면(鍾川面), 비인면(庇仁面), 서면(西面)
- 보령군 (保寧郡, 호네이군)
  - 대천면(大川面), 주포면(周浦面), 오천면(鰲川面), 천북면(川北面), 청소면(靑所面), 청라면(靑蘿面), 남포면(藍浦面), 웅천면(熊川面), 주산면(珠山面), 미산면(嵋山面)
- 청양군 (靑陽郡, 세이요군)
  - 청양면(靑陽面), 운곡면(雲谷面), 대치면(大峙面), 정산면(定山面), 목면(木面), 청장면(靑場面), 적곡면(赤谷面), 사양면(斜陽面), 화성면(化城面), 비봉면(飛鳳面)
- 홍성군 (洪城郡, 고조군)
  - 홍성읍(洪城邑), 광천읍(廣川邑), 홍북면(洪北面), 금마면(金馬面), 홍동면(洪東面), 장곡면(長谷面), 은하면(銀河面), 결성면(結城面), 서부면(西部面), 갈산면(葛山面), 구항면(龜項面)
- 예산군 (禮山郡, 레이산군)
  - 예산읍(禮山邑), 대술면(大述面), 신양면(新陽面), 광시면(光時面), 대흥면(大興面), 응봉면(鷹峰面), 삽교면(揷橋面), 덕산면(德山面), 봉산면(鳳山面), 고덕면(古德面), 신암면(新岩面), 오가면(吾可面)
- 서산군 (瑞山郡, 스이산군)
  - 서산읍(瑞山邑), 인지면(仁旨面), 부석면(浮石面), 팔봉면(八峰面), 지곡면(地谷面), 대산면(大山面), 성연면(聖淵面), 음암면(音岩面), 대호지면(大湖芝面), 정미면(貞美面), 운산면(雲山面), 해미면(海美面), 고북면(高北面), 안면면(安眠面), 남면(南面), 태안면(泰安面), 근흥면(近興面), 소원면(所遠面), 원북면(遠北面), 이북면(梨北面)
- 당진군 (唐津郡, 도신군)
  - 당진면(唐津面), 고대면(高大面), 석문면(石門面), 면천면(沔川面), 순성면(順城面), 합덕면(合德面), 범천면(泛川面), 신평면(新平面), 송악면(松嶽面), 송산면(松山面)
- 아산군 (牙山郡, 가산군)
  - 온양읍(溫陽邑), 송악면(松岳面), 배방면(排芳面), 탕정면(湯井面), 염치면(鹽峙面), 음봉면(陰峰面), 둔포면(屯浦面), 영인면(靈仁面), 인주면(仁州面), 선장면(仙掌面), 도고면(道高面), 신창면(新昌面)
- 천안군 (天安郡, 덴안군)
  - 천안읍(天安邑), 환성면(歡城面), 풍세면(豊歳面), 광덕면(廣德面), 목천면(木川面), 북면(北面), 성남면(城南面), 수신면(修身面), 병천면(竝川面), 동면(東面), 성환면(成歡面), 직산면(稷山面), 성거면(聖居面), 입장면(笠場面)

## 역대 도지사
| 호적   | 이름              | 한자 표기   | 취임             | 퇴임             | 비고                          |
| ------ | ----------------- | ----------- | ---------------- | ---------------- | ----------------------------- |
| 조선인 | 박중양            | 朴重陽      | 1910년 10월 1일  | 1915년 3월 31일  | 충청남도 장관                 |
| 내지인 | 오하라 신조       | 小原 新三   | 1915년 3월 31일  | 1916년 10월 28일 | 충청남도 장관                 |
| 내지인 | 간바야시 게이지로 | 上林 敬次郎 | 1916년 10월 28일 | 1918년 9월 23일  | 충청남도 장관                 |
| 내지인 | 구와하라 야쓰시   | 桑原 八司   | 1918년 9월 23일  | 1919년 9월 26일  | 장관, 1919년 8월부터 도지사   |
| 내지인 | 도키자네 아키호   | 時実 秋穂   | 1919년 9월 26일  | 1921년 2월 12일  |                               |
| 조선인 | 김관현            | 金寬鉉      | 1921년 2월 12일  | 1924년 12월 1일  |                               |
| 조선인 | 석진형            | 石鎭衡      | 1924년 12월 1일  | 1926년 8월 14일  |                               |
| 조선인 | 유성준            | 兪星濬      | 1926년 8월 14일  | 1927년 5월 18일  |                               |
| 조선인 | 신석린            | 申錫麟      | 1927년 5월 18일  | 1929년 11월 28일 |                               |
| 조선인 | 유진순            | 劉鎭淳      | 1929년 11월 28일 | 1931년 9월 23일  |                               |
| 내지인 | 오카자키 데쓰로   | 岡崎 哲郎   | 1931년 9월 23일  | 1935년 4월 1일   |                               |
| 조선인 | 이범익            | 李範益      | 1935년 4월 1일   | 1937년 2월 20일  |                               |
| 조선인 | 정교원            | 鄭僑源      | 1937년 2월 20일  | 1939년 5월 17일  |                               |
| 조선인 | 이성근            | 李聖根      | 1939년 5월 17일  | 1941년 5월 31일  |                               |
| 조선인 | 마쓰무라 모토히로 | 松村 基弘   | 1941년 5월 31일  | 1942년 10월 23일 | 이기방(李基枋)에서 개명       |
| 조선인 | 야마키 후미노리   | 山木 文憲   | 1942년 10월 23일 | 1945년 6월 26일  | 송문헌(宋文憲)에서 개명       |
| 조선인 | 마스나가 히로시   | 増永 弘     | 1945년 6월 26일  | 1945년 8월 15일  | 박재홍(朴在弘)에서 개명, 광복 |

## 같이 보기
- 충청남도
- 한국의 행정 구역